# Саншайн-Кост (аэропорт)
Аэропорт Саншайн-Кост (англ. Sunshine Coast Airport) — региональный аэропорт, располагается в пригороде Саншайн-Кост — Маркула. Служит воздушными воротами для отдыхающих на австралийских курортах региона Саншайн-Кост, таких как Калаундра, Маручидор, Мулулуба, Нуза-Хедс. С аэропорта выполняются ежедневные регулярные рейсы в Сидней и Мельбурн, а также стыковочные рейсы по региональным и международным направлениям. Является пятнадцатым по загруженности аэропортом Австралии. Аэропорт Саншайн-Кост — единственный в регионе способный принимать авиалайнеры Boeing 737-800 и Airbus A320.
Здание аэропорта одноэтажное без телескопических трапов. Современный терминал на 300 мест оборудован всем необходимым для пассажиров, у каждой авиакомпании есть свои стойки регистрации пассажиров. Зал прилета оборудован двумя багажными каруселями, пунктами проката автомобилей и заказа такси.
Аэропорт располагает двумя ВПП: 18/36 (1803 м) и 12/30 (651 м) с асфальтовым и грунтовым покрытиями соответственно.

## Статистика аэропорта
| Место | Аэропорт | Пассажиры (чел.) | Динамика (%) |
| ----- | -------- | ---------------- | ------------ |
| 1     | Сидней   | 437,200          | ▼8.1         |
| 2     | Мельбурн | 391,300          | ▼6.0         |